# Wywóz
Wywóz – wieś w Polsce położona w województwie mazowieckim, w powiecie przysuskim, w gminie Gielniów. Wieś ma status sołectwa.
| SIMC    | Nazwa        | Rodzaj    |
| ------- | ------------ | --------- |
| 0619082 | Pod Kluczową | część wsi |

W latach 1975–1998 miejscowość administracyjnie należała do województwa radomskiego.
Wierni Kościoła rzymskokatolickiego należą do parafii bł. Władysława z Gielniowa w Gielniowie.

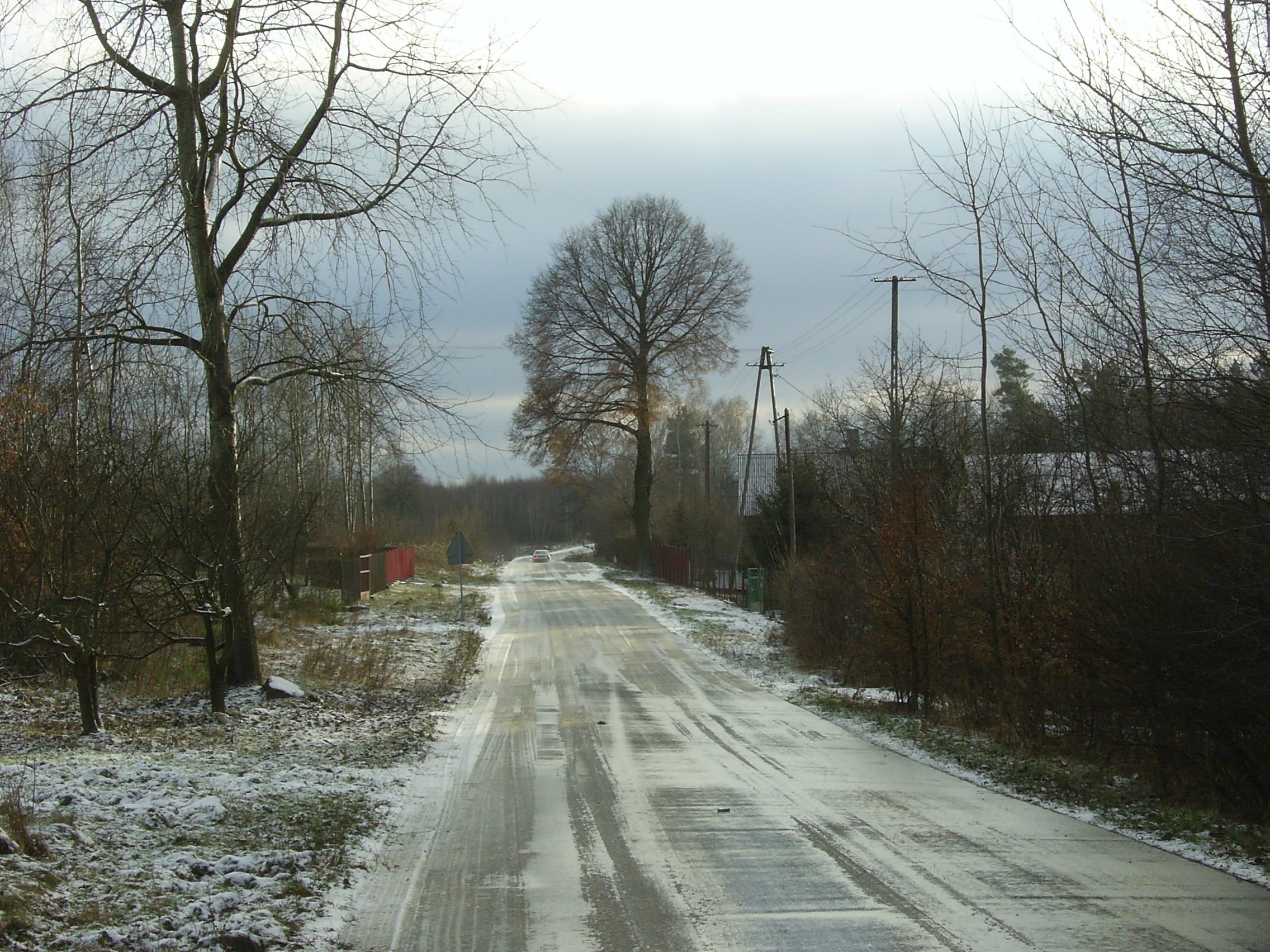
Główna droga w Wywozie